# Réthy Károly (geológus)
Réthy Károly (Margitta, 1935. október 23. –) magyar geológus, természettudományi szakíró.

## Életútja
Egyetemi tanulmányait Kolozsváron, a Babeș-Bolyai Egyetem Biológia-Földrajz Karán végezte geológia szakon (1963), majd a nagybányai Főiskolán közgazdasági diplomát is szerzett (1969). A Máramaros megyei Misztbányán dolgozott mint bányageológus 1986-ban történt nyugdíjazásáig.
Érdeklődési köre a színes- és nemesfémek, drágakövek világa felé terelődött. Első könyvét (Drágakövek és gyöngyök. Antenna könyvsorozat, Kolozsvár, 1990) is erről írta, majd három népszerűsítő tanulmányt is közölt e témakörben, 1991-, 1992- és 1993-ban, a Kolozsvárt megjelenő Családi Tükörben; ezekben szakszerűen mutatta be a drágaköveket, igazgyöngyöket, valamint az ezekkel kapcsolatos mítoszokat és legendákat.
Budapesten adták ki Az arany varázsa című kötetét, Kanadában pedig a vivianit ásványról írott tanulmányát.
2010-ben jelent meg Zalaegerszegen Réthy Károly – Tóth János:  Nagybánya és Máramaros vidékének földtani, ásványtani kőolajipari kutatói, irodalma a XX. század közepéig című kötete, mely forrásértékű bányászati szakmunka.